# Ференци (Вижинада)
Ференци (итал. Ferenzi) је насељено место у саставу општине Вижинада у Истарској жупанији, Хрватска. До територијалне реорганизације у Хрватској налазили су се у саставу старе општине Пореч.

## Географија
Насеље се налази на путу Вижинада—Пула. Стзановници се баве пољопривредом (виноградарствоом и гајењем житарица). Насеље има типичне истраске руралне особине, распршеног је типа, с каменим стамбеним зградама.

## Историја
Име је добило по презимену породице Ференац, која је 1897. подигла капелу Свете породице на гланомпуту. Западно од насеља цртвива светог Ловре изграђена је у XVII веку на месту старе из XII века, с преслицом у прочељу. У њој је зидани олтар с дрвеним ретаблом и сликом св. Ловре.
Археолошким ископавањима из 1954. у близини насеља утвтђено је постојање словенске некрополе из VII века, када је то подручје насељено.
У XVII веку Венеција је ту населилаизбеглице пред Османлијама из Далмације.

## Становништво
Према последњем попису становништва из 2011. године у насељу Ференци живело је 69 становника.
| година пописа  | 1857 | 1869 | 1880 | 1890 | 1900 | 1910 | 1921 | 1931 | 1948 | 1953 | 1961 | 1971 | 1981 | 1991 | 2001 | 2011 |
| бр. становника | 0    | 0    | 175  | 163  | 168  | 206  | 0    | 0    | 196  | 164  | 171  | 155  | 124  | 99   | 89   | 69   |

Напомена:У пописима 1857. 1869. 1921. и 1931. подаци су садржани у насељу Вижинада.